# 阿爾貝二世 (那慕爾)
阿爾貝二世（法語：Albert II de Namur，？—1067年），那慕爾伯爵，阿爾貝一世的次子，1016年至1067年在位。

## 家庭
1015年左右，阿爾貝二世與洛林公爵戈特隆一世的女兒蕾格琳結婚，兩人共有2子1女：
1. 阿爾貝三世
2. 亨利一世
3. 海德薇希，與洛林公爵格拉爾結婚